# Charles Barrois

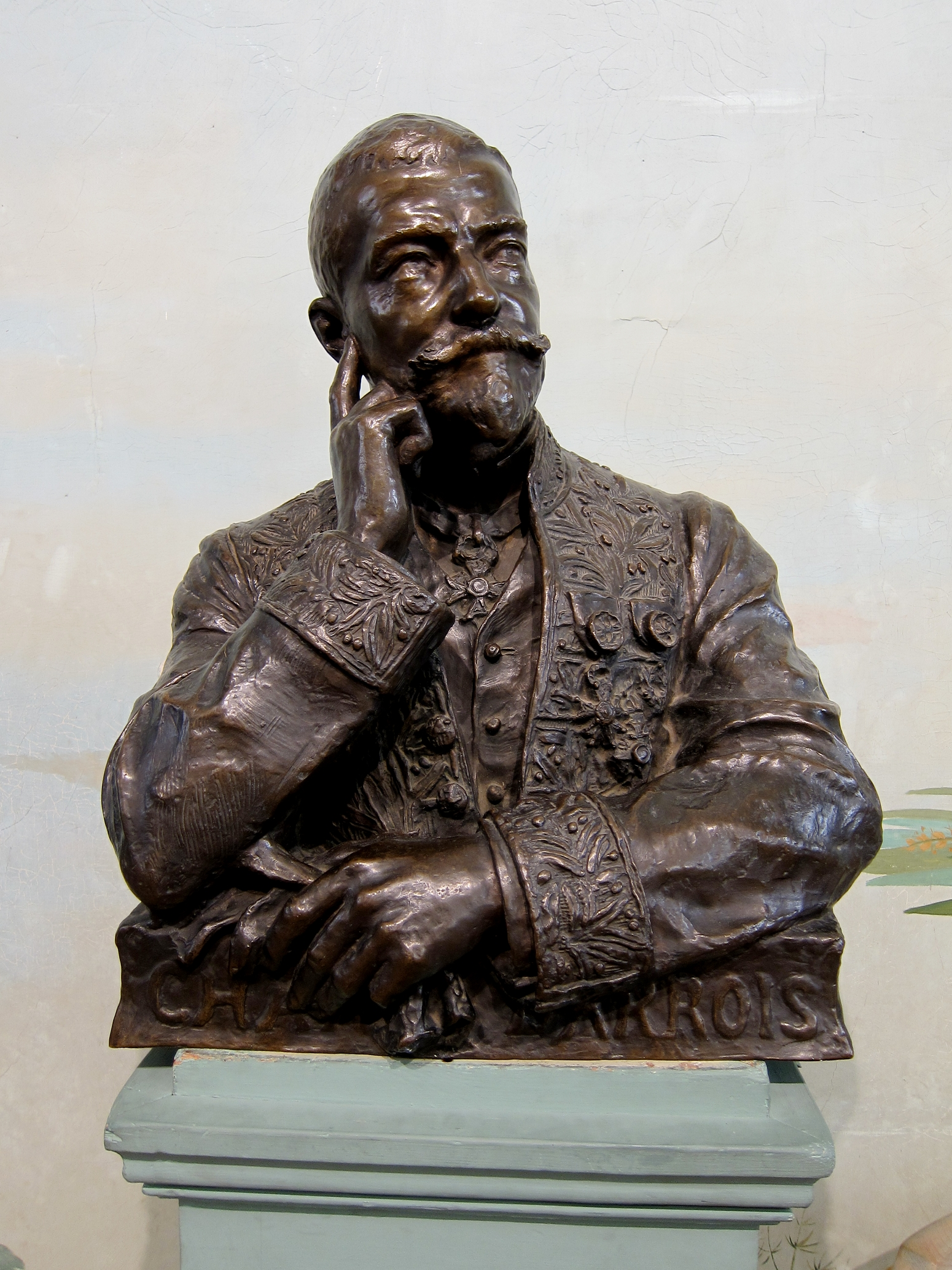
Büste von Barrois aus dem Musée d’histoire naturelle de Lille

Charles Eugène Barrois (* 21. April 1851 in Lille; † 5. November 1939 in Sainte-Genevieve-en-Caux, Département Seine-Maritime) war ein französischer Geologe und Paläontologe.

## Leben und Wirken
Charles Eugène Barrois besuchte das Collège Saint-Joseph in Lille und begann anschließend bei Jules Gosselet Geologie zu studieren. 1876 wurde er Mitarbeiter des Bureau de Recherches Géologiques et Minières. Ab 1877 war Barrois Professor für Geologie an der Universität Lille.
Seine wissenschaftlichen Aufsätze erschienen fast ausschließlich in den Publikationen der Société géologique du Nord und beschäftigten sich mit der Stratigraphie und speziell mit der Fauna des Paläozoikum.
1877 wurde er Mitglied der Deutschen Geologischen Gesellschaft, 1881 erhielt er die Bigsby-Medaille der Geological Society of London. 1901 wurde er mit der Wollaston-Medaille der Geological Society of London ausgezeichnet. Seit 1898 war Barrois korrespondierendes Mitglied der Bayerischen Akademie der Wissenschaften. Im Dezember 1897 wurde er als korrespondierendes Mitglied in die Russische Akademie der Wissenschaften in Sankt Petersburg aufgenommen; 1930 wurde er Ehrenmitglied der Akademie. 1904 wurde er zum Mitglied der Académie des sciences gewählt, 1908 der National Academy of Sciences sowie der Königlichen Akademie der Wissenschaften und Schönen Künste von Belgien. 1910 wurde er zum stellvertretenden Vorsitzenden der neugegründeten Geologischen Vereinigung gewählt. 1912 wurde er Mitglied der Paläontologischen Gesellschaft und 1913 als Foreign Member in die Royal Society aufgenommen. 1915 folgte die Wahl zum Mitglied der American Academy of Arts and Sciences und 1916 die zum Ehrenmitglied (Honorary Fellow) der Royal Society of Edinburgh. 1935 wurde ihm die Ehrenmitgliedschaft in der Geologische Vereinigung e. V. verliehen. 1936 wurde er Mitglied der Päpstlichen Akademie der Wissenschaften.

## Schriften (Auswahl)
- Sur le Byssacanthus Gosseleti, Plagiostome du dévonien de l’Ardenne. In: Association française pour l’avancement des sciences. Comptes-rendus de la 3me session 1874. 1875 (gallica2.bnf.fr digitalisierte Fassung).
- Exposé de ses recherches sur le terrain crétacé supérieur de l’Angleterre et de l’Irlande. In: Mémoires de la Société Géologique du Nord. Band 1, S. 1–232, Lille 1876.
- Note préliminaire sur le terrain silurien de l’ouest de la Bretagne. In: Annales de la Société géologique du Nord. Band 4, S. 38–57, Lille 1876.
- Note sur le terrain dévonien de la province de Léon (Éspagne). In: Association Française pour l’Avangement des Sciences, Congres du Havre, 1877. S. 1–4, 1877.
- Le marbre griotte des Pyrénées. In: Annales de la Société Géologique du Nord. Band 6, S. 270–300, Lille, 1879.
- Recherches sur le terrains anciens des Asturies et de la Galice. In: Mémoires de la Société Géologique du Nord. Band 2, S. 1–630, Lille 1882.
- Les Glandes du pied et les pores aquifères chez les lamellibranches. Danel, Lille 1885.
- Sur les faunes siluriennes de la Haute-Garonne. In: Annales de la Société Géologique du Nord. Band 10, S. 151–169, Lille 1883.
- Aperçu de la constitution géologique de la rade de Brest. In: Bulletin de la Société Géologique France. Band 14, S. 678–707, Paris 1886.
- Sur la faune de Hont-de-Ver (Haute-Garonne). In: Annales de la Société Géologique du Nord. Band 12, S. 124–144, Lille 1886.
- Sur le calcaire à polypiers de Cabrières (Hérault). In: Annales de la Société Géologique du Nord. Band 13, S. 74–97, Lille 1886.
- Sur le calcaire dévonien de Chaudefonds (Maine-et Loire). In: Annales de la Société Géologique du Nord. Band 13, S. 170–205, Lille 1886.
- Faune du Calcaire d’Erbray (Loire Inférieure). In: Mémoires de la Société Géologique du Nord. Band 3, S. 1–348, Lille 1889.
- Note sou l’Etage á Anarcestes lateseptatus dans l’Ule-et-Vilaine. In: Annales de la Société Géologique du Nord. S. 116–117, 1889.
- Observations sur le terrain dévonien de la Catalogne. In: Annales de la Société Géologique du Nord. Band 20, S. 61–73, Lille 1892.
- Des relations des mers dévoniennes de Bretagne avec celles des Ardennes. In: Annales de la Société Géologique du Nord. Band 27,  S. 231–239, Lille 1898.
- Observations sur la faune des Schistes de Mondrepuits. In: Mémoires de la Société Géologique du Nord. Band 6, S. 65–225, Lille 1920 – mit Pierre Pruvost und Georges Dubois.